# Bulletin Board System

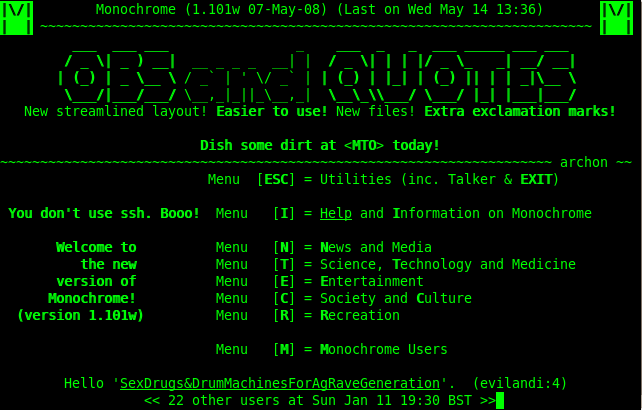
Monochrome BBS

Un Bulletin Board System o BBS (en español Sistema de Tablón de anuncios) es un software (un conjunto de programas informáticos instalados en un ordenador) que fue popular en las décadas de 1980 y 1990 para redes de ordenadores, ya que permitía a los usuarios participantes conectarse a través de una línea telefónica a una red donde podían ver y consultar distintas informaciones que publicaban usuarios participantes. Actualmente, es de fácil acceso por medio de telnet (programa informático que utilizan la mayoría de ordenadores para acceder a un servidor externo; no confundir con el protocolo informático de mismo nombre) a través de internet a servidores y realizar funciones como descarga de software, datos, lectura de noticias y boletines, intercambio de mensajes con otros usuarios a través del correo, juego en línea, etc.
Los tablones de anuncios son, en muchas formas, precursores de los modernos foros y otros aspectos de Internet. Históricamente, se considera que el primer software de BBS fue creado por Ward Christensen en 1978, mientras que Usenet, por ejemplo, no empezó a funcionar sino hasta el año siguiente.
Durante sus años de popularidad, las BBS fueron el punto de encuentro de aficionados a las comunicaciones y desarrolladores de software, y constituyeron los primeros sistemas públicos de intercambio de ficheros, incluyendo los primeros programas shareware y los primeros virus informáticos.
A diferencia de las páginas web en internet, al depender de un ordenador conectado a una línea de teléfono, los usuarios tenían que «hacer cola», es decir, mientras el usuario anterior no se desconectara y liberara la línea de teléfono, el siguiente no podía conectarse (la mayoría de las BBS solo tenían una línea de teléfono, a veces, incluso, con un horario restringido de acceso, generalmente por las noches).
Con el auge de internet de la segunda mitad de los 90, los BBS decrecieron en popularidad, aunque no por ello han desaparecido: hoy siguen existiendo y se han adaptado a Internet sirviéndose de esta para facilitar el acceso a los BBS.
Cabe destacar los sistemas unidos por la red FidoNet que, mantenidos de forma altruista por sus Sysops (system operators o administradores del sistema), utilizan un software compatible entre ellos que les permite actuar como servidor del sistema BBS e intercambiar con otros nodos paquetes de correo que, moviéndose de nodo en nodo, se distribuían por todo el mundo. FidoNet constituye una alternativa de calidad para el correo electrónico, ajena al spam reinante en foros, news y listas de correo.
En España siguen funcionando Pucela, Eye Of The Beholder, entre otros.
Por su parte, estos se encuentran en otros países del mundo, como en Argentina donde todavía funciona vía telnet Momia BBS entre otros y Rolling BBS que mantiene aún la tradicional conexión Dial-Up. También en México funciona Matrix BBS.
Incluso los usuarios de la plataforma Amiga disponían de una gran cantidad de BBS, siendo algunas de las más conocidas: Amiga Penedès, Hypnosys BBS, Euskal Amiga BBS, Nyarlothotep BBS, oDRuSBa BBS, etc.

## Historia

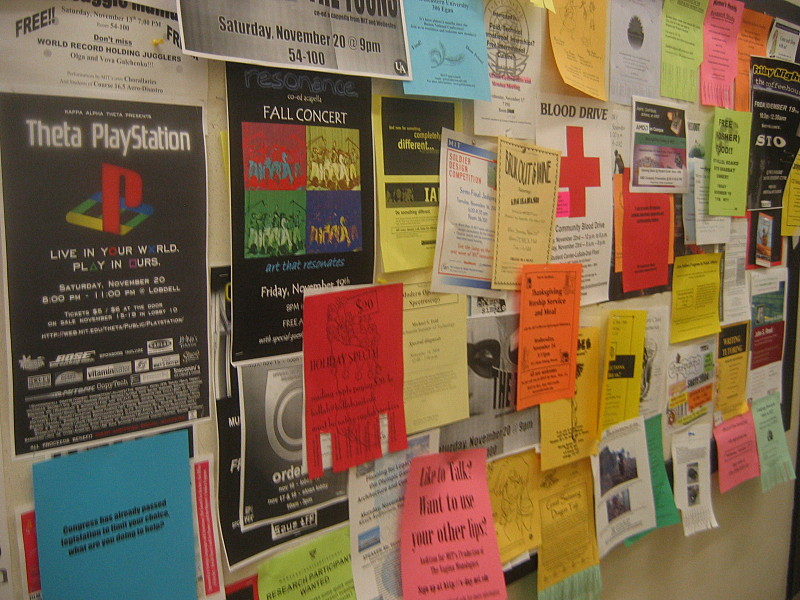
En inglés, un « Bulletin Board » también designa una cartelera para anuncios de uso libre (como la que aparece en la imagen y en un corredor del MIT en noviembre de 2004), y donde cualquier persona puede pegar un anuncio para así hacer un pedido o pasar cualquier tipo de mensaje.

El primer BBS fue Computerized Bulletin Board System, o CBBS, creado por Ward Christensen. Se puso en línea el 16 de febrero de 1978 en Chicago.
Las primeras BBS corrían sobre grandes sistemas (normalmente en universidades), equipos CP/M u ordenadores domésticos como los Apple II, los TRS-80, el Atari 800 o el Commodore 64, con módems a 300 baudios, lo que hacía extremadamente lenta la transferencia (un programa de 64 KB podía tardar hasta 30 minutos en transmitirse). La aparición de módems a 1200 y 2400 baudios incrementó su popularidad y comenzaron a crecer. Pero el problema del almacenamiento seguía presente, pues lo usual es que fueran equipos con una disquetera de 180 KB de capacidad media (sólo algunos privilegiados podían costear hasta 4 unidades de floppy), lo que obligaba al sysop a realizar cambios manuales. La aparición de discos duros para ambos sistemas fue adoptada por todos aquellos que pudieron costearlo.
La aparición de los equipos de 16 bits produjo una migración a las plataformas de cada fabricante hasta que la caída de precios de los clónicos PC (y sobre todo su disco duro notablemente menos caro, al igual que sus módems internos) supuso la generalización de su uso en BBS. No obstante, han sobrevivido hasta hoy algunas corriendo sobre Commodore Amiga, Mac, Commodore 64 o TRS-80 IV
Al comenzar a estar disponibles sistemas operativos multitarea como Amiga OS, OS/2, Unix (en sus múltiples variantes), Windows 95 o añadidos al MS-DOS como DESQview o Windows 3.1, aumenta el número de BBS y otras de horario restringido pasan a 24 horas al poder usar los Sysops en su propio ordenador en lugar de necesitar de uno dedicado. Esto coincide con la aparición de los módems de 14.400 baudios, que marcan un salto en la velocidad de las comunicaciones.
Junto con la aparición de redes de particulares como Fidonet, WWIVnet o VirtualNET, muchas empresas de informática comenzaron a mantener sus propias BBS para soporte de sus productos (foros de soporte, parches, drivers, versiones shareware de Antivirus o compiladores, etc.) a la vez que mantenían presencia en CompuServe (una especie de BBS global de pago con puntos de acceso locales en determinados países). En contados casos, optaron por soportar económicamente un BBS en Fido muy especializada en sus productos como soporte oficial.
En España, algunas de las BBS de Fido más importantes comenzaron a ofrecer acceso de pago a altas velocidades (además de 1 o 2 módems de acceso público gratuito, tenían de 1 a 10 líneas adicionales con los módems más rápidos –y caros– del momento) e incluso acceso a la incipiente Internet. Algunas de ellas colaboraron en la fundación de IRC-Hispano.
Los programas de las BBS solían escribirse bien en ensamblador para cada máquina, bien en Pascal (Turbo Pascal sobre todo) o C. Esto último facilitó su portabilidad a diferentes plataformas hardware. Un caso particular es Virtual BBS, no solo por estar escrito en Quick BASIC (sin que ello supusiera merma en la velocidad), sino porque su autor, Roland De Graaf, era legalmente ciego.
Había dos formas mayoritarias de usar la BBS. La más generalizada era la conexión en línea. Pero las facturas telefónicas resultantes y el dejar bloqueado el sistema para otros usuarios hicieron que se gestaran numerosos paquetes de conexión fuera de línea. Básicamente en cada conexión se subían los nuevos correos electrónicos y post en los foros, los ficheros que se aportaban a la zona de intercambio, y tras ello se bajaban los mensajes nuevos y los ficheros seleccionados. Esto permitía acortar el tiempo de conexión. Dichos paquetes podían ser monolíticos compuestos por varios programas intercambiables, y especializados en una BBS concreta o de propósito general. Los más populares fueron el paquete de punto de Fidonet y BlueWave (un cliente multiBBS).
Dichos paquetes generalizaron la costumbre de incluir al pie de cada mensaje una cita o frase célebre, que podía estar o no relacionada con el tema del mensaje (existen recopilaciones de cerca de 100.000 citas). Los clientes más modernos (como BlueWave) permitían no sólo asignar bloques de citas a áreas determinadas, sino personalizar los tag en función de a quien se respondiera o el tema que se tratara.
Ante la generalización de Internet y su interfaz gráfica (en contraste con la de texto de las BBS) comenzaron a surgir clientes gráficos que permitían una conexión más visual, con el empleo de códigos adicionales para incluir iconos o imágenes, pero no alcanzaron mucha popularidad.

## Presentación

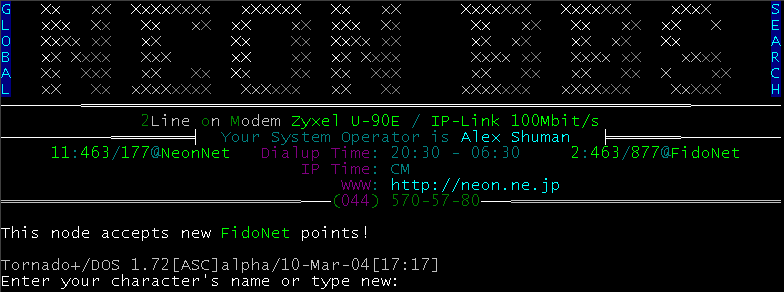
Welcome screen of Neon#2 BBS (Tornado)

Los BBSes generalmente se basaban en texto, más que GUI,y los primeros BBS de conversación, usaron el conjunto de caracteres ASCII. Sin embargo, algunos fabricantes de computadoras extendieron el conjunto de caracteres ASCII para aprovechar las capacidades avanzadas de color y gráficos de sus sistemas. Los autores del software BBS incluyeron estos conjuntos de caracteres extendidos en su software, y los autores del programa terminal incluyeron la capacidad de mostrarlos cuando se llamó a un sistema compatible. El conjunto de caracteres nativos de Atari era conocido como ATASCII, mientras que la mayoría de los comodines BBS apoyaban a PETSCII. PETSCII también fue respaldado por el servicio en línea a nivel nacional Quantum Link
El uso de estos conjuntos de caracteres personalizados generalmente era incompatible entre fabricantes. A menos que un llamante estuviera usando un programa de emulación de terminal escrito para el mismo tipo de sistema que el BBS y que se ejecutara en él, la sesión simplemente retrocedería a una salida ASCII simple. Por ejemplo, un usuario de Commodore 64 que llama a un BBS de Atari usaría ASCII en lugar del conjunto de caracteres nativo de la máquina. A medida que pasaba el tiempo, la mayoría de los programas de terminal comenzaron a usar el estándar  ANSI, pero podrían usar su juego de caracteres nativo si estuviera disponible.
COCONET, un sistema BBS creado por Coconut Computing, Inc., fue lanzado en 1988 y solo admitía una GUI (inicialmente no estaba disponible ninguna interfaz de texto pero finalmente estuvo disponible en 1990), y trabajó en modo gráfico EGA / VGA, lo que hizo sobre saliente en los sistemas BBS basados en texto. Los mapas de bits y gráficos vectoriales de COCONET y el soporte para fuentes de tipo múltiple se inspiraron en el sistema PLATO, y las capacidades gráficas se basaron en lo que estaba disponible en la biblioteca de gráficos Borland BGI. Un enfoque competitivo llamado Remote Imaging Protocol (RIP) surgió y fue promovido por Telegrafix a principios y mediados de la década de 1990, pero nunca se generalizó. También se consideró una tecnología estándar de la industria llamada NAPLPS, y aunque se convirtió en la tecnología gráfica subyacente detrás del servicio [Prodigy (servicio en línea) | Prodigy]], nunca ganó popularidad en el mercado de BBS. Hubo varios BBS basados en GUI en la plataforma Apple Macintosh, incluidos TeleFinder y FirstClass, pero estos siguieron siendo ampliamente utilizados solo en el mercado de Mac.
En el Reino Unido, el software OBBS basado en BBC Micro, disponible en  Pace para usar con sus módems, opcionalmente para color y gráficos usando el modo de gráficos basado en Teletext disponible en esa plataforma. Otros sistemas usaron los protocolos Viewdata popularizados en el Reino Unido por el servicio British Telecom Prestel, y la revista en línea  Micronet 800 que estaban ocupados regalando módems con sus suscripciones.

La forma más popular de gráficos en línea fue ANSI art, que combinó los bloques y símbolos del conjunto de caracteres  IBM Extended ASCII con  ANSI secuencia de escape  para permitir el cambio de colores bajo demanda, proporcionar control de cursor y formato de pantalla, e incluso tonos musicales básicos. A fines de los años ochenta y principios de los noventa, la mayoría de los BBS usaban ANSI para crear pantallas de bienvenida elaboradas y menús coloreados y, por lo tanto, el soporte de ANSI era una función muy solicitada en los programas de clientes de terminales. El desarrollo del arte de ANSI se hizo tan popular que generó un BBS completo "artscene" subcultura dedicado a él.

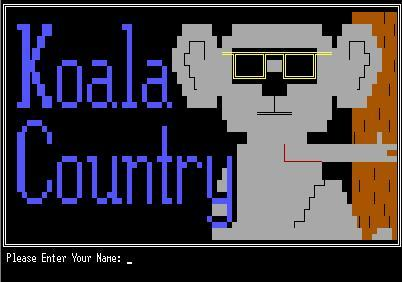
Ejemplo de pantalla de inicio de sesión de BBS ANSI

El ['Amiga]]' 'Skyline BBS' 'fue el primero en 1987 con un protocolo de comunicación de script markup language llamado Skypix que era capaz de proporcionar al usuario una interfaz gráfica completa, con un rico gráfico contenido, fuentes cambiables, acciones controladas por el mouse, animaciones y sonido.
Hoy en día, la mayoría del software BBS que todavía se admite activamente, como Worldgroup, ¡Wildcat! BBS y Citadel / UX, está habilitado para la Web y la interfaz de texto tradicional ha sido reemplazada (u opera concurrentemente) con una interfaz de usuario basada en la Web. Para los más nostálgicos de la verdadera experiencia de BBS, uno puede usar NetSerial (Windows) o DOSBox (Windows / * nix) para redirigir el software de puerto DOS COM a telnet, lo que les permite conectarse a BBSes de telnet en la década de 1980 y 1990 software módem emulación de terminal, como Telix,  Terminate, Qmodem y Procomm Plus. Los emuladores de terminal modernos de 32 bits tales como mTelnet y  SyncTerm incluyen compatibilidad nativa con telnet.